# Aeropuerto de Daocheng Yading
El Aeropuerto de Daocheng Yading (IATA: DCY, ICAO: ZUDC) es un aeropuerto ubicado en el Condado de Daocheng en la Prefectura Autónoma Tibetana de Garzê en la provincia China de Sichuan, 50 kilómetros al norte de Kangding y 130 kilómetros de la Reserva Natural de Yading
Se encuentra a 4411 m s. n. m. y es considerado el aeropuerto más alto del mundo, sobrepasando al Aeropuerto de Bangda en Tíbet que se encuentra a 4334 m s. n. m.
Comenzó a ser construido luego de que el aeropuerto fueran aprobado en abril de 2011, y la obra contó con una inversión inicial de 1.58 billones de yuanes (255 millones de dólares). El aeropuerto abrió al público el 16 de septiembre de 2013. El vuelo inaugural fue el vuelo 4215 de Air China realizado con un Airbus A319 que despegó del aeropuerto de Chengdu llevando a 118 pasajeros. La construcción del aeropuerto redujo la duración del viaje entre Daocheng y Chengdu a una hora, mientras que antes era necesario un viaje en autobús de 2 días.

## Instalaciones
Posee una pista de aterrizaje de 4200 m (13800 pies) de largo y 45 m (148 pies) de ancho. El edificio de la terminal tiene 5000 m² y presenta forma de ovni con dos puentes. Está diseñado para albergar a 280000 personas por año.

## Aerolíneas y destinos
| Aerolíneas             | Destinos                                        |
| ---------------------- | ----------------------------------------------- |
| Air China              | Chengdu                                         |
| China Eastern Airlines | Chengdu, Luzhou, Xi'an                          |
| Sichuan Airlines       | Chengdu, Chongqing, Hangzhou, Kangding, Kunming |